# ジゼル・ブルレ
ジゼル・ブルレ（Gisèle Brelet、1915年 - 1973年、ジゼール・ブルレとも表記）は、フランスの音楽学者、音楽美学者、ピアニストである。

## 概要
音楽と時間の関係について重要な著作を残しており、主著としては、
- 『美学と音楽創造(Esthétique et création musicale, Paris, 1947)』(邦訳『音楽創造の美学』海老沢敏、笹渕恭子 訳、音楽之友社、1969年)
- 『音楽的時間 ― 音楽についての新しい美学の試論 (Le temps musical – essai d’une esthétique nouvelle de la musique, Paris, 1949)』(『音楽的時間』と略記)
- 『創造的解釈 ―音楽演奏における試論― (L’interprétation créatrice-Essai sur l'exécution musicale, Paris, 1951) 』

の三冊が挙げられる。

## 略歴
1915年生まれ。
『音楽創造の美学』の訳者である海老沢敏は、後書きにおいてブルレから訳者への私信より以下のように記している。
「ジゼール・ブルレは、まずもっぱら音楽とピアノの勉強に身を捧げた。ナント音楽院に学び、十歳で審査員の全員一致により一等賞(プルミエ・プリ)を獲得。すでにそのころ、アメリカ大陸への演奏旅行を求められたが、さらに芸術家に必要な研鑽を積み、広い教養を身につける必要を感じてそれを断る。早くから哲学へと、導かれたのは、まさに音楽体験によって提起されたいろいろな問題を通じてである。大学入学資（バカロレア）を得たあとも、音楽を断念することなく、哲学の研究に身を捧げた。ソルボンヌ(パリ大学)では、つぎつぎとすべての免状(ディプローム)を獲得、学士(リサンス)、教授資格（アグレガシオン）、そして、二巻からなる論文『音楽的時間(ル・タン・ミュジカル)』によって国家博士号を取得。ジゼール・ブルレは、若いころから音楽美学に熱中。哲学雑誌、文学雑誌、音楽雑誌に数多くの論文を執筆、また重要な著述がある」

(『音楽創造の美学』邦訳後書きより引用)
晩年は体調がすぐれなかったとされ、大きな著作は無い。1973年没。

## 思想
ブルレの音楽美学は、アンリ・ベルクソンの時間論をその出発点とし、これを批判的に受け継ぐことで独自の時間論、音楽的時間論を展開している。

### 音楽的時間
「音楽的時間(le temps musical)」は、ブルレの思想の中核をなす概念であり、主著のタイトルともなっている。
ブルレはベルクソンと共に、日常的な時計の時間は、時間を計量可能なものとして扱う量的な時間であり、このような量的な時間は、本来の時間ではなく空間化された時間であり、音楽の生き生きとした持続を切断してしまうと批判している。
このような量的な時間に対し、ベルクソンは意識に直接的に与えられるような質的な時間である純粋持続(la durée)を対置させており、ブルレもこれに一定の価値を認めている。しかし、ブルレは純粋持続をも不十分なものと主張し、この点においてベルクソンと立場を異にする。ブルレにおいては、純粋持続の持つ流動性は音楽の形式を破壊してしまう力を持つとされ、これにとどまるのは危険とされる。
ここにおいてブルレは「音楽的時間」の必要性を説く。このとき、「音楽的時間」は空間化された時間と純粋持続という両者を止揚したものであり、純粋持続に精神の能動的な働きによって形式を与えた時間でもあるとされる。この「音楽的時間」は音楽に固有の時間であり、この特殊な時間性において、音楽は他の芸術に対して優越性を持つとされる。

### ブルレの著作
仏語原典
- Esthétique et création musicale, Paris, 1947(『美学と音楽創造』)
- Le temps musical – essai d’une esthétique nouvelle de la musique, Paris, 1949(『音楽的時間 ― 音楽についての新しい美学の試論』)

　(しばしば『音楽的時間』と略称される)
- L’interprétation créatrice-Essai sur l'exécution musicale, Paris, 1951(『創造的解釈 ―音楽演奏における試論―』)

邦訳
- 海老沢敏、笹渕恭子 訳『音楽創造の美学』、音楽之友社、1969年　(原題：Esthétique et création musicale )
- 角倉一朗／渡辺健 (編)『バッハ頌』白水社、1972年 (抄訳)

　　（バッハについての文章を集めたものの一つとしてブルレの論文が収録されている）

### 研究書
- 山下尚一『ジゼール・ブルレ研究』ナカニシヤ出版、2013年、ISBN 978-4-7795-0621-5
- 堀月子『芸術作品と時間』九州大学出版会、1993年

### 概説書
- 海老沢敏『音楽の思想 : 西洋音楽思想の流れ』音楽之友社、1972年
- 橋本典子「西洋音楽(二)―現代の音楽哲学」、『講座　美学4―芸術の諸相』(今道友信編)東京大学出版会、1984年
- 根岸一美／三浦信一郎編『音楽学を学ぶ人のために』世界思想社、2004年
- 国安洋『音楽美学入門』春秋社、1981年
- 福井栄一郎『音楽美の世界』創文社、1985年
- カルル・ダールハウス(森芳子　訳)『ダールハウスの音楽美学』音楽之友社、1989年